# Camping World RV Rental 200
Das Camping World RV Rental 200 ist ein Autorennen der NASCAR Camping World Truck Series, das seit 1996 auf dem New Hampshire Motor Speedway in Loudon, New Hampshire stattfindet. Es geht über eine Distanz von 211,6 Meilen, was 340,54 Kilometern und 200 Runden auf dem 1,058 Meilen langen Oval entspricht. In den Jahren 1996, 1999, 2000 und 2002 kam es zu einem „Green-White-Checkered-Finish“.

## Bisherige Sieger
- 2010: Kyle Busch
- 2009: Kyle Busch
- 2008: Ron Hornaday Jr.
- 2007: Ron Hornaday Jr.
- 2006: Johnny Benson
- 2005: Rick Crawford
- 2004: Travis Kvapil
- 2003: Jimmy Spencer
- 2002: Terry Cook
- 2001: Jack Sprague
- 2000: Kurt Busch
- 1999: Dennis Setzer
- 1998: Andy Houston
- 1997: Jay Sauter
- 1996: Ron Hornaday Jr.